# Chiesa di San Donnino (Como)
La chiesa di San Donnino è un edificio di culto cattolico del centro storico di Como.

## Storia
Le più antiche attestazioni scritte dell'esistenza della chiesa di San Donnino risalgono alla fine del Duecento, quando l'edificio costituiva una delle chiese facenti parte della pieve di Zezio.
La chiesa, originariamente in stile romanico, fu ricostruita più volte nel corso dei secoli. Della struttura originaria è ancora oggi visibile il basamento della primitiva abside semicircolare, collocato in un viottolo alle spalle dell'attuale edificio religioso.
Una prima ricostruzione avvenne nel Trecento e comportò la realizzazione di una chiesa a due navate, dotata di cinque altari e introdotta da una facciata sulla quale si trovava un affresco del santo titolare della chiesa.
Il più recente rifacimento risale invece Seicento, al tempo dei vescovi di Como appartenenti alla famiglia Archinto. Parte delle fondamenta sono visibili nella cantina collocata al di sotto dell'attuale sagrestia. I lavori seicenteschi riportarono alla luce alcuni pavimenti tesselllati e una serie di manufatti antichi. 
Sempre nel XVII secolo, durante la ricostruzione del campanile, venne rinvenuta una scultura duecentesca, raffigurante una testa di Cristo. L'opera fu ricollocata nella sacrestia, spazio interno che nell'Ottocento venne demolito e ricostruito dal lato opposto del presbiterio.
Sede di una parrocchia già nel 1430, dal primo quarto del XXI secolo la chiesa fa parte della comunità parrocchiale afferente alla basilica di San Fedele, oltre a essere il riferimento per i fedeli della chiesa greco-cattolica ucraina presenti nella zona di Como.

## Descrizione

### Esterni
Collocata in cima a una scalinata, la chiesa è introdotta da un pronao neoclassico timpanato, realizzato nel 1813 da Carlo Polti, collaboratore di Simone Cantoni.
Tra il pronao e la chiesa, una nicchia ricavata in uno dei pilastri conserva un gruppo scultoreo in legno raffigurante una Pietà.
L'attuale campanile, costruito nel 1770 e rimaneggiato nel XIX secolo, ospita tre campane, installate nel 1947 e ottenute dalla rifusione dei rottami del precedente concerto, requisito forzatamente durante la Seconda guerra mondiale. 

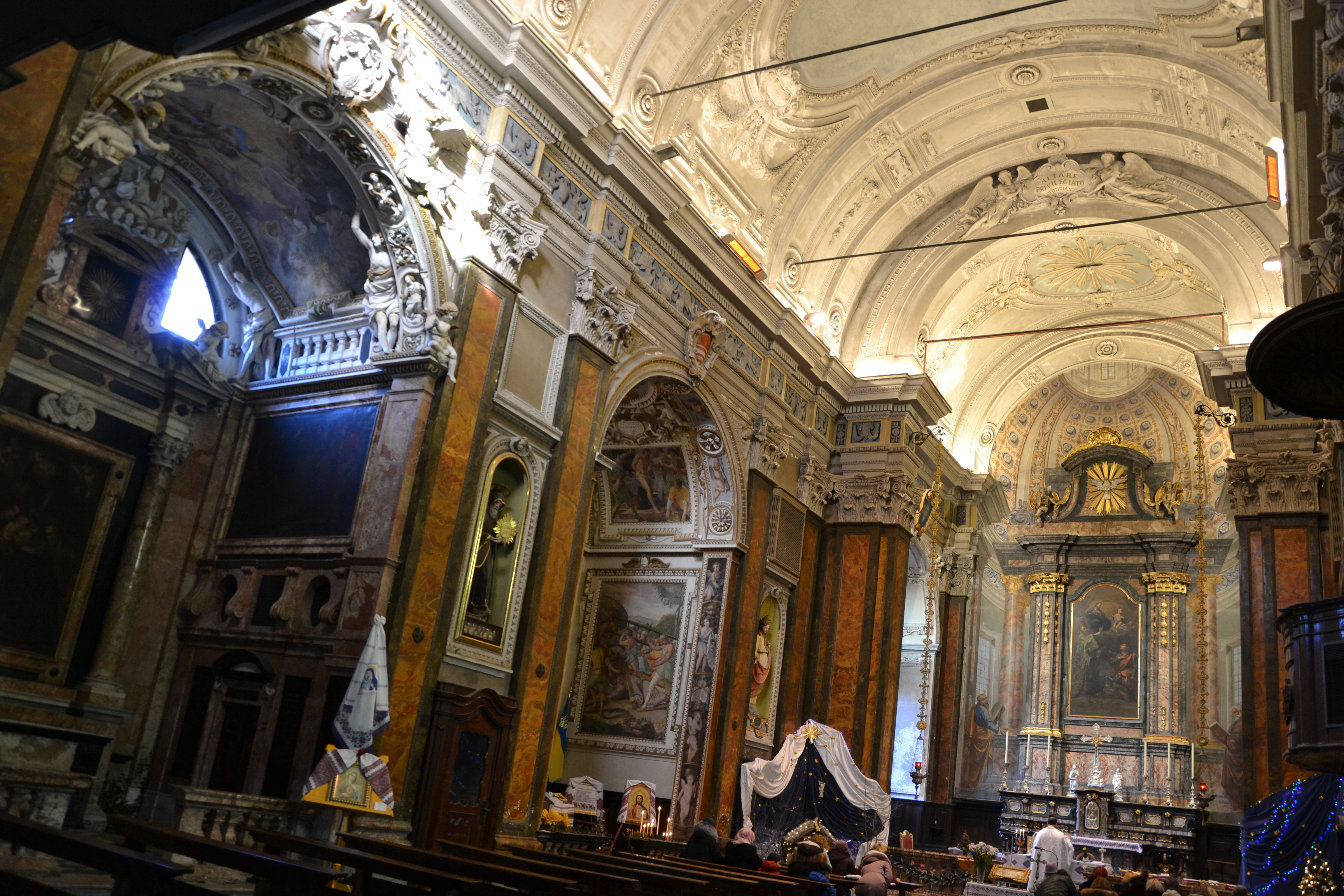
Interno

### Interni
L'interno della chiesa, a navata unica con volta a botte, è ornato da decorazioni e affreschi del Cinque-Seicento. Le lesene delle pareti sono sormontate da capitelli corinzi disegnati da Federico Frigerio e realizzati a stucco dal cadeglianese Angelo Menotti, autore anche della decorazione della volta (1937). La navata termina in una finta abside decorata da Giuseppe Coduri Vignoli. 
Il presbiterio è dominato dall'altare maggiore barocco, rifatto nel 1752 e sormontato da una pala seicentesca nella quale il santo titolare della chiesa è in compagnia con la Madonna, Gesù Bambino e un altro santo (forse Pio V ma più probabilmente Abbondio). Le pareti laterali del presbiterio ospitano affreschi raffiguranti i profeti Mosè ed Elia, opere realizzate da Francesco Silva nel corso del XVIII secolo.
La sacrestia conserva una serie di dipinti, tra i quali un Crocefisso con San Francesco di Giovanni Domenico Caresana (tela databile tra il 1610 e il 1612, originariamente collocata nella cappella del Crocefisso) e un dipinto di Torildo Conconi. Un'altra rappresentazione del Crocefisso presenta in chiesa è una statua in avorio databile al Quattrocento, opera d'arte spagnola proveniente da Saragozza. 
In controfacciata si trova la cantoria, costruita nel 1750 e restaurata nel 1937 da Federico Frigerio. Nello stesso spazio si trova l'organo, comperato all'Esposizione internazionale di Milano in sostituzione di un analogo strumento musicale che venne ricollocato nella chiesa di Santa Maria a Rezzonico.
Sull'esterno si aprono tre finestre, nelle quali sono inserite altrettante vetrate tardonovecentesche di Eugenio Rossi. Nella grande vetrata semicircolare al centro della facciata è raffigurato il Martirio di San Donnino, mentre le due finestre laterali raffigurano il Risorto e una Madonna in Gloria.

#### Cappelle
La chiesa ospita quattro cappelle, due per lato.
Nella parete di sinistra della navata, la prima cappella è il risultato di una rielaborazione, commissionata da Volpiano Volpi e dei suoi familiari, di una precedente cappella mariana. Gli affreschi della cappella furono realizzati da Antonio Maria Crespi Castoldi (1675), mentre la decorazione a stucco è opera di Gian Battista Barberini (1662). L'altare della cappella, costruito nel 1630 dal campionese Francesco Rusca, ospita dal 1663 una pala raffigurante una Madonna col Bambino e i santi Domenico, Filippo Neri e Antonio da Padova. Nella cappella Volpi trovano inoltre posto due quadri rappresentativi, rispettivamente, di un'Adorazione dei pastori e di uno Sposalizio della Vergine. 
Sempre sul lato sinistro, la cappella del Crocefisso, realizzata fra il 1617 e il 1620 su commissione dell'Ospedale Sant'Anna, conserva affreschi in stile luinesco realizzati da Giovanni Domenico Caresana (1619-1620). Gli stucchi della cappella, dorati per mano di Marzio Carpano, sono invece opera della famiglia di moltrasini Bianchi.
Nella parete di destra della navata, la cappella di sant'Antonio da Padova, affrescata negli anni 1836-1837 dal pittore Chiesa, è il risultato di rimaneggiamenti, avvenuti a più riprese tra il 1788 e la prima metà del Novecento, di una precedente cappella dedicata a san Matteo, una statua del quale è ancora collocata in chiesa. 
Tra le due cappelle del lato destro si trova un pulpito, installato nel 1763.
Sempre sul lato destro, la cappella della Madonna ospita affreschi di Giovanni Mauro della Rovere, una pala di un'Assunta dipinta dallo stesso autore nel 1620, una Natività di Maria dipinta da Lodovico Pogliaghi (1888) e una statua mariana risalente al XVIII secolo.
In uno dei vani anticamente a servizio delle funzioni celebrate nelle cappelle laterali si trova il battistero, spazio che ospita una lapide marmorea commemorativa del battesimo di Alessandro Volta e una statua raffigurante il santo titolare della chiesa. La statua, scolpita dal comasco Ezechiele Trombetta verso la fine del XIX secolo, era anticamente collocata sull'altare maggiore.